# Pauli Nevala
Pour les articles homonymes, voir Nevala.
Pauli Lauri Nevala (né le 30 novembre 1940 à Pohja et mort le 20 juin 2025) est un athlète finlandais, spécialiste du lancer du javelot. Il est champion olympique à Tokyo en 1964.

## Carrière
En 1962, Pauli Nevala ne parvient pas à se qualifier pour la finale des Championnats d'Europe à Belgrade. L'année suivante il bat son record avec 86,33 m (Helsinki, juillet 1963). En 1964, lors des Jeux olympiques de Tokyo, il n'est pas un des favoris, étant donné qu'il n'a pas franchi de l'année la limite de 80 m, mais il y remporte la victoire de justesse devant Gergely Kulcsár.
Il meurt le 20 juin 2025 à l'âge de 84 ans.

## Palmarès
| Date | Compétition           | Lieu     | Résultat | Performance |
| ---- | --------------------- | -------- | -------- | ----------- |
| 1964 | Jeux olympiques       | Tokyo    | 1er      | 82,66 m     |
| 1966 | Championnats d'Europe | Budapest | 4e       | 80,36 m     |
| 1969 | Championnats d'Europe | Athènes  | 2e       | 89,58 m     |

## Records
| Épreuve           | Performance | Lieu     | Date             |
| ----------------- | ----------- | -------- | ---------------- |
| Lancer du javelot | 92,64 m     | Helsinki | 6 septembre 1970 |